# Ćosine Laze
Ćosine Laze – wieś w Chorwacji, w żupanii pożedzko-slawońskiej, w mieście Požega. W 2011 roku liczyła 27 mieszkańców.